# 鍾理和

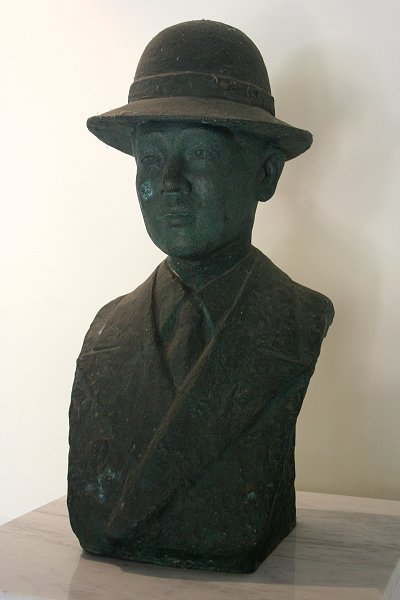
鍾理和胸像

鍾理和（1915年12月15日—1960年8月4日），筆名江流、里禾、鍾錚、鍾堅，是出身臺灣六堆的客家作家。鍾氏的代表作有長篇小說《笠山農場》、中篇小說《雨》及短篇小說《原鄉人》、《貧賤夫妻》等，一生創作共計長篇小說一部、中篇小說七部、短篇小說四十一篇，還有部分詩歌和散文等。因咳血而死，被稱為「倒在血泊裡的筆耕者」。

## 生平

### 家族
最早，鍾家祖先由廣東梅縣輾轉遷居，定居於臺灣府鳳山縣境內，並與其他客家移民形成聚落。
鍾理和的曾祖父是鍾恩郎，為鳳山縣港西里新大路關（今屏東縣高樹鄉廣興村）開庄十三人之一，祖父是鍾開元，父親是鍾鎮榮。父親有一位兄長鍾鎮土，是家族裡的讀書人。鍾鎮榮亦農亦商，在大路關經營農場，在鹽埔有火礱（碾米廠），在阿猴（今屏東市）有杉木行、製材所、磚瓦窯、布莊等。父親在家鄉自立開墾祖先所留下的農場大片土地上，種植的鳳梨、香蕉外銷到中國大陸、日本等地，並經常往來中國與臺灣之間經商貿易，在日本、中國大陸等地設有五處商行，成為六堆客家地區當時著名的地主和企業家。甲午戰爭後，父親對殖民統治感到不滿，並因而在登記戶籍時將其姓名改作「鍾蕃薯」。當鍾蕃薯經商有成，他為家族興建夥房，夥房左側龍井前有翹脊門樓，即為了彰顯其家族書香門第。
鍾蕃薯娶了數位妻子，其中，鍾理和的母親劉水妹是二房，劉水妹育有三子一女，鍾理和排行第二。鍾理和出生時，父親已年事漸高（35歲）。晚年，鍾蕃薯將大路關及屏東的事業處理後，到美濃尖山購地做笠山農場，準備退休養老，將事業交給長子鍾里虎後，舉家遷到美濃，帶著鍾屋家族的後代一起到尖山開墾，就是鍾理和筆下的｢笠山農場｣。。1943年（昭和18年），鍾番薯病逝，其後代子孫定居於美濃尖山。
鍾理和的同父異母弟弟鍾和鳴（後改名鍾浩東）於擔任基隆中學校長時，因成立中國共產黨基隆中學支部，遭國民黨政府逮捕，於1950年10月14日於台北馬場町刑場槍決，享年34歲。

### 早年生活
1915年12月15日，鍾理和出生於阿緱廳阿里港支廳鹽埔區大路關庄新大路關（今屏東縣高樹鄉廣興村，傳統六堆聚落之一）。 在父親二房妻子生下鍾理和後不久，大房妻子也在1915年12月24日生下鍾和鳴。鍾理和因長相清秀等緣故，較鍾和鳴獲得其父母更多關照。
1922年，入鹽埔公學校。與異母弟鍾和鳴、姑表兄弟邱連球、堂兄弟鍾九河為同學。1928年，鍾理和自鹽埔公學校畢業。因體檢不合格，不能報考高雄中學。少時三好友的順利升學，使他深受刺激。旋入長治公學校高等科，此時受到鍾和鳴的鼓勵走上了文藝之路，1932年畢業。1930年至1932年間接受私塾漢文教育，開始閱讀《楊文廣平蠻十八洞》等中文古體小說，此後，他大量閱讀古典漢文詩詞和新體小說，受私墊老師光達興先生影響，曾撰寫《台灣歷史故事》、《考證鴨母王朱一貴事蹟》等文章。

### 笠山農場
1932年，鍾理和結束私塾課業。當時父親與友人合資買下美濃尖山一帶山林，號稱三公司，並開始開拓經營。尖山的形狀像農人戴的竹笠，鍾理和小說則改稱之為「笠山」。後來，鍾番薯海外商行失敗，將屏東的事業交由長子，自己帶家人由大路關遷入美濃尖山，興建住宅，造林種樹，種植梧桐等高級樹材，較平坦的斜坡及河谷平台則種植咖啡、荔枝、香蕉等高經濟果樹。鍾理和隨父親遷居高雄州旗山郡美濃（今高雄市美濃區）笠山農場，往來故居大路關、屏東商行和美濃之間，協助父親處理「笠山農場」和屏東布莊、杉木行等事業。他在農場的職務很雜，什麼都管，但什麼都不專，買辦、巡山、帶工、加上晚間整理文牘和帳冊。此時，他在當地認識了他日後的妻子鍾台妹。
鍾理和一方面協助父兄的事業，一方面讀寫、繪畫，想在藝文活動中尋找出路，解除心靈上的空虛，他曾經要求到日本學繪畫，遭到具客家務實性格的父兄否決。不甘困守家園，他經常出外遊覽觀察，尋找機會，參與屏東郡教育課的登山隊，1936年寫成《登大武山記》。1937年1月29日，寫成《理髮匠的戀愛》小說，是今存最早的創作，未發表。

### 前往滿洲國

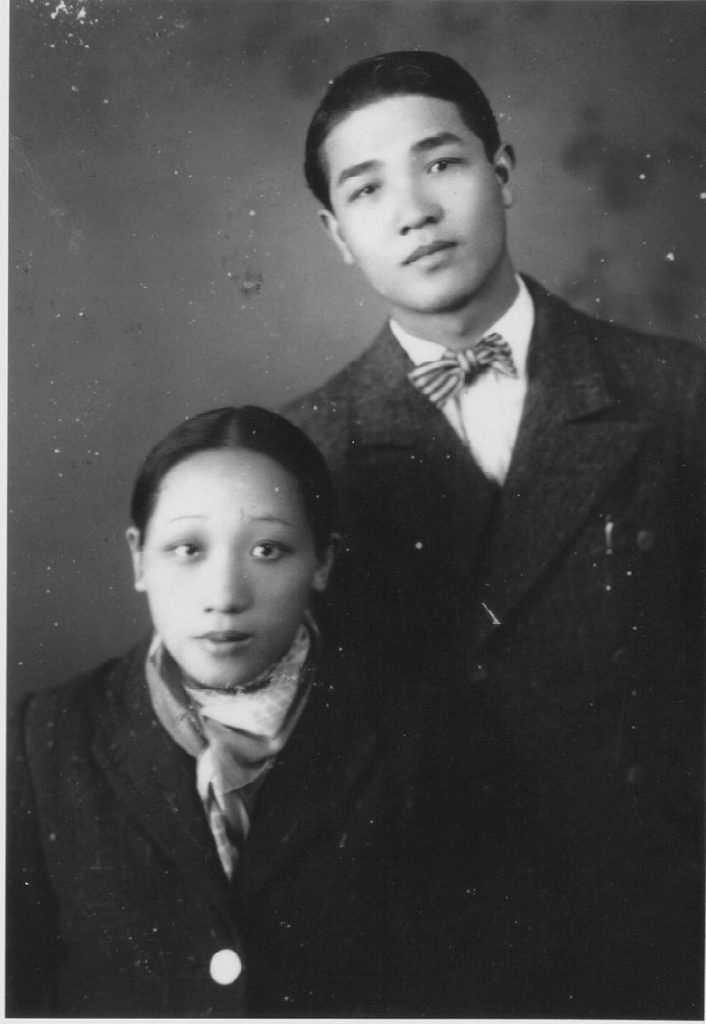
鍾理和與妻子鍾台妹

1938年6月，他與鍾台妹同姓結婚受阻，於是隻身前往滿洲國境內奉天市（今辽宁省沈阳市），進入「滿州自動車學校」學習，1940年秋，取得駕駛執照，任職於「奉天交通株式會社」，經濟得以自立。
1940年8月3日，鍾理和帶著大他4歲的鍾台妹（1911年10月1日－2008年10月9日），乘「馬尼拉丸」由高雄啟程，經基隆，到日本門司。再從下關搭船抵釜山，到達奉天市。隔年，鍾台妹於奉天市生下長子鍾鐵民。

### 遷居北平
1941年夏天，他攜帶妻小遷居北平；期間，他曾經營煤炭零售業，更花費許多時間專事寫作，並出版《夾竹桃》（北平：馬德增書局，1945）一書；該書收錄〈夾竹桃〉、〈新生〉、〈游絲〉、〈薄芒〉四篇中篇小說，富有五四文學色彩，並深受魯迅風格影響，在對中國國民性的批判與反省之相關主題有所承續。其中，〈夾竹桃〉、〈新生〉、〈游絲〉三篇小說以北平為背景，只有〈薄芒〉以故鄉台灣美濃竹頭庄為故事舞台。
鍾理和在北平的感受並不愉快，他是以廣東梅縣人的身份融入北平社會，他一向不講日語、不寫日文、不領日本僑民的配給，他又攜家帶眷，講客家話，得到當地民眾的信任與接納。

### 返回臺灣、肺病發作
1945年8月15日，日本宣布戰敗投降，立刻引起了旅居北京的台灣人之騷動，他們迅速的在9月9日於「西單大光明戲院」成立「台灣省旅平同鄉會」。戰爭結束，在北京的台灣人陷入不安的處境中，內心產生了錯綜複雜的變化，「同鄉會」的成立爆發了不少問題，老一輩和青年間的見解不同。二○年代新舊文學論戰時，在北大唸書，主張推倒文學舊殿堂的張我軍，在〈台灣人的國家觀念〉一文中，論斷台灣二、三十歲以下的青年，沒有國家觀念。這一年，鍾理和31歲，曾撰〈為台灣青年申冤〉一文，反駁張我軍。
從1945年底開始，因感受到中國政府對於臺灣人的歧視和汙辱，鍾理和一家三口加入華北難民尋求返台，期間他將悲憤的心情寫成〈白薯的悲哀〉與〈祖國歸來〉兩篇作品。1946年3月底，鍾氏返回臺灣；同年4月中，他應聘於屏東縣立內埔初級中學擔任代用國文教師；但是，他也在此間被診斷罹患肺病。
1947年元月，由於肺病再度惡化，鍾理和北上臺大醫院診療；期間，他經歷了二二八事件，並將日記寫於內服藥袋之上；二二八事件發生後，他決定南返美濃定居。

1947年8月，他應鍾和鳴之邀再度北上，擔任基隆中學總務主任，但因肺病復發而僅任職兩個月。同年10月底，他進入松山療養院接受治療，並於此後三年未曾返家。1950年5月中之後，他歷經二次手術，並切除六根肋骨，病情轉趨穩定；但是，他日後因此身體孱弱而無法進行一般勞動。同年10月23日，他在出院三日後返回家鄉。

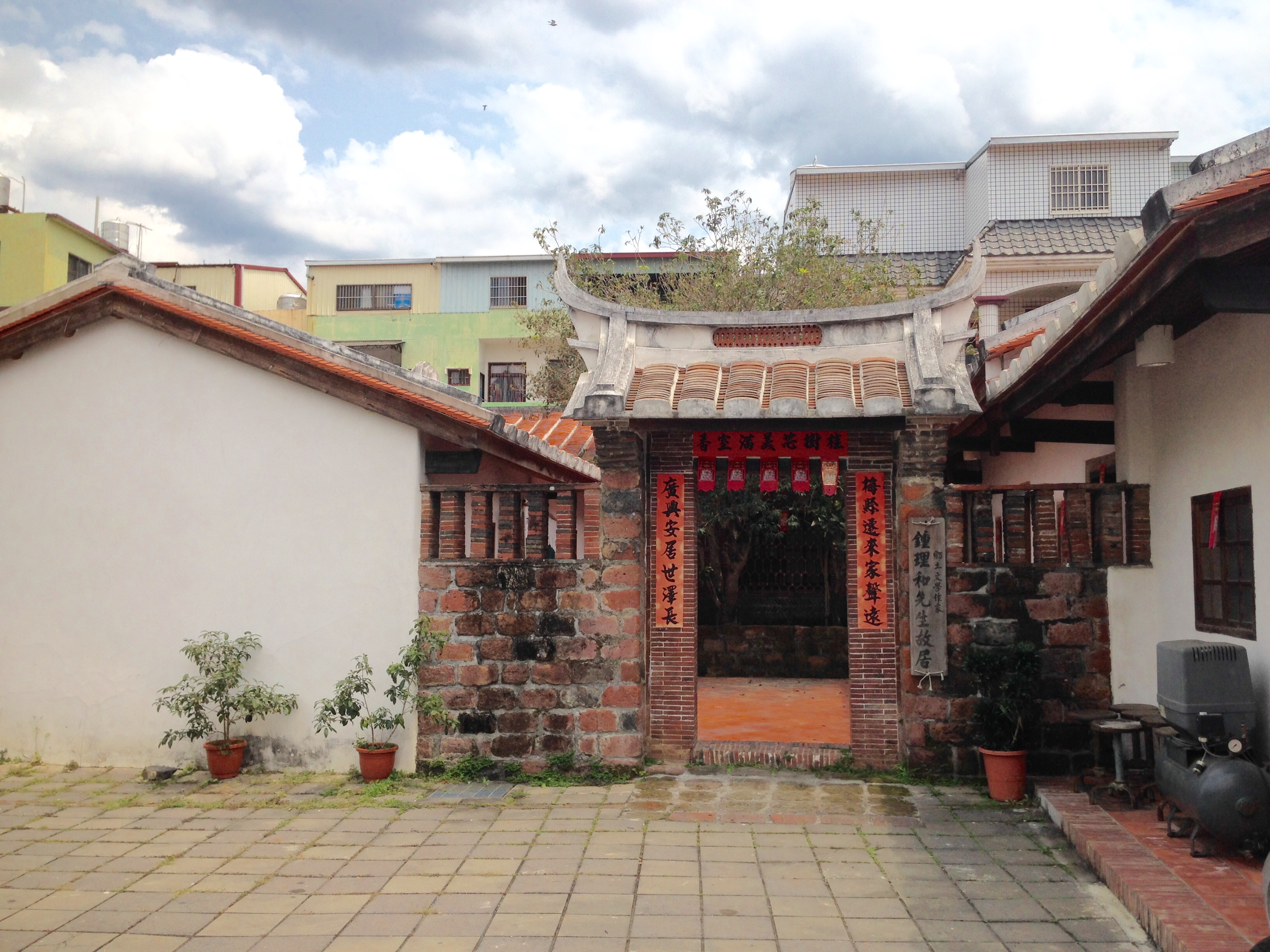
鍾理和故居

1954年，他的次子鍾立民因病過世。他將喪子之痛寫成〈野茫茫〉刊登於《野風》雜誌。

### 獲獎
台灣戒嚴的社會不容議論時政，眾人之事也不容庶民關切，更不容批判建言。鍾理和的兄弟好友相繼因政治案件被殺害，讓他謹言慎行。鍾理和體認到追求理想社會，靠文學強烈責求批判實際上沒有太大作用。社會的改革要靠基層民眾生活態度的正確與否，他發現周圍的那些農民，許多都是道德的實踐者。鍾理和的生活完全融入農村，他的人格智慧使過去排斥他的人漸次接納尊敬他，附近農友在農閒時喜歡找他喝茶聊天，談論生活、農事。
1956年，他的長篇小說〈笠山農場〉獲得中華文藝獎金委員會頒發國父誕辰紀念獎第二名（首獎從缺，第三名有兩位：彭歌的〈落月〉、王藍的〈藍與黑〉）。同年12月，中華文藝獎金委員會停辦，導致鍾理和的〈笠山農場〉無法出版；歷經多次求情，他終於要回原稿，但又於尋覓出版機會時處處碰壁。
1957年3月，廖清秀主動贈與《恩仇血淚記》（1952年獲文獎會長篇小說第三獎）。
此時，鍾理和開始與其他臺灣籍作家建立連結，並加入鍾肇政發起的《文友通訊》。鍾肇政也是客家人，主要居住在台灣北部，和鍾理和沒有親族關係，兩人不曾見面，但他曾與鍾理和通信，他一生為極力推崇台灣文學先輩的鍾理和。1957年11月，廖清秀到美濃笠山腳下探望鍾理和，成為唯一見過鍾理和的文壇友人。
鍾理和最後兩年多的生命裡，是他一生中發表文學作品最豐富的時期。1959年1月27日，他寫成短篇小說〈原鄉人〉。鍾理和的「原鄉」是祖籍廣東梅縣，它隸屬於中國，鍾理和生於日本殖民時代下台灣，血液裡流著原鄉人的血，對中國「原鄉」充滿孺慕之情。而正如同小說的最後，「原鄉人的血，必須流返原鄉，才會停止沸騰！」。日本投降後，台灣不再屬於日本統治，卻迎來了「二二八事件」與戒嚴時期。由於戰亂與後來的肺病，鍾理和一生未曾造訪他的「原鄉」廣東梅縣。
由於文壇友人相助與林海音提攜，鍾理和的作品開始較為頻繁地獲得刊登機會，尤其在1959年到1960年之間於《聯合報》副刊（林海音主編）。

### 病逝
1960年8月4日，他在修改中篇小說《雨》時喀血而死，享年45歲。他因鮮血濺灑在書稿之上而被後人稱為「倒在血泊裡的筆耕者」（陳火泉語）。此後，親族依其遺囑火化遺體，並將之安厝於家鄉附近朝元寺奉祀。同年9月1日，〈雨〉在聯合報的副刊連載；10月，林海音、鍾肇政和文心等友人組成「鍾理和遺著出版委員會」，出版其中短篇小說集《雨》（文星書店發行），跋曰：「在他的百日祭的供桌上，除了清茶鮮果之外，多了一本他的著作，對於這位一生熱愛寫作的人，應當是一件較有意義的事。」1961年8月4日，遺著委員會於其逝世周年時出版《笠山農場》（學生書店發行），終於完成其生前心願。
鍾理和的遺孀鍾台妹（1911年10月1日－2008年10月9日）相當長壽，2008年過世，享壽97歲。

## 影響
- 2004年3月14日，中国總理溫家寶在北京人民大會堂新聞發佈會上回应台湾记者的发问时，朗诵了鍾理和作品《原鄉人》的“原鄉人的血，必須流返原鄉，才會停止沸騰！”这一句，以表示对台湾的「关切」，卻不慎將原鄉人念成「原野人」。[16]。然而，鍾理和《夾竹桃》顯示旅居中國多年的鍾理和對中國原鄉的幻滅，《原鄉人》是鍾理和過世前的作品，代表的是鍾理和心中客家人的原鄉廣東，以及青年時對日本殖民壓迫尋求文化與理想中的「中國」。

## 著作

### 鍾理和全集
目前鍾理和全集有三個版本：
第一個版本，為1976年，由張良澤教授整理彙編，《鍾理和全集八冊》（遠行出版社）如下。
- 全集一：《夾竹桃》（中篇小說集）
- 全集二：《原鄉人》（中、短篇小說集）
- 全集三：《雨》（中、短篇小說集）
- 全集四：《做田》（短篇小說及散文集）
- 全集五：《笠山農場》（長篇小說）
- 全集六：《鍾理和日記》（日記）
- 全集七：《鍾理和書簡》（晚年致鍾肇政、廖清秀的書簡）
- 全集八：《鍾理和殘集》（未完成作品、相關評介和追悼鍾理和的文獻）

第二個版本，為鍾鐵民編，鍾理和著，《鍾理和全集》（共6冊），高雄：高雄縣立文化中心，1997年10月初版。
第三個版本，為鍾怡彥編，《新版鍾理和全集》（共8冊），高雄：高雄縣政府文化局，2009年。

### 散文
- 〈白薯的悲哀〉（未刊稿）
- 〈祖國歸來〉（未完成）
- 〈小岡〉
- 〈做田〉
- 〈登大武山記〉
- 〈我的書齋〉（未刊稿）
- 〈老樵夫〉（未刊稿）
- 〈賞月〉（未刊稿）
- 〈薪水三百元〉（未刊稿）

### 短篇小說
- 〈第四日〉（未刊稿）
- 故鄉四部：〈竹頭庄〉、〈山火〉、〈阿煌叔〉、〈親家與山歌〉
- 〈耳環〉
- 〈柳陰〉
- 〈草坡上〉
- 〈阿遠〉
- 〈菸樓〉
- 〈蒼蠅〉
- 〈往事〉
- 〈野茫茫〉
- 〈錢的故事〉
- 〈同姓之婚〉
- 〈奔逃〉
- 〈初戀〉
- 〈假黎婆〉
- 〈貧賤夫妻〉
- 〈復活〉
- 〈還鄉記〉
- 〈楊紀寬病友〉
- 〈閣樓之冬〉

### 中長篇小說及其他作品
- 〈理髮匠的戀愛〉（現存最早作品，全集未收入）[17]
- 〈夾竹桃〉（中篇小說）
- 〈雨〉（中篇小說）
- 〈笠山農場〉（長篇小說，未刊稿）
- 〈游絲〉（收錄於《夾竹桃》）
- 〈新生〉
- 〈薄芒〉
- 〈生與死〉
- 〈逝〉
- 〈挖石頭的老人〉
- 〈安灶〉
- 〈西北雨〉
- 〈秋〉
- 〈校長〉

#### 未刊稿
- 〈理髮記〉
- 〈鯽魚、壁虎〉
- 〈豬的故事〉
- 〈跫音〉
- 〈浮沈〉
- 〈旱〉
- 〈都市的黃昏〉（全集未收入）
- 〈門〉

#### 未完稿
- 〈友情〉（全集未收入）
- 〈泰東旅館〉
- 〈地球之徽〉
- 〈海岸線道上〉
- 〈十八號室〉
- 〈兄弟與兒子〉
- 〈我做主婦〉
- 〈大武山之歌〉
- 〈手術台之前〉

## 改編

### 電影
- 《原鄉人》（1980年）

### 紀錄片
- 《作家身影系列二─第六集：人性的凱歌－鍾理和》（2000年）

### 文學
- 鍾肇政，《原鄉人：作家鍾理和的故事》，1980年。[18]
- 彭瑞金，《鍾理和傳》，南投：臺灣省文獻委員會，1994年6月。
- 鍾理和、鍾肇政，《臺灣文學兩鍾書》，臺北市：草根出版社，1998年。
- 江流，《鄉之魂－－鍾理和的人生與文學之路》，北京：作家出版社，2006 年。

### 音樂專輯
- 林生祥， 《大地書房》，臺北：大大樹音樂圖像，2010 年。

## 相關研究

### 論文集／論文專書
- 簡炯仁編纂，《鍾理和逝世32週年紀念暨台灣文學學術研討會論文集要》，高雄縣政府，1992年11月。
- 應鳳凰編著，《鍾理和論述1960～2000》，高雄：春暉出版社，2004年4月。
- 應鳳凰主編，《臺灣現當代作家研究資料彙編11 鍾理和》，台南市：國立台灣文學館，2011年3月。

### 期刊文章
- 《台灣文藝》（革新第一期），「鍾理和作品研究專輯」14卷54期，1977年3月。
- 《台灣文藝》（革新第十五號）「原鄉人－作家鍾理和的故事專輯」，68期，1980年6月。
- 《台灣文藝》，「鍾理和追念特輯」1卷5期，1964年10月。
- 陳映真，〈原鄉的失落－－試評「夾竹桃」〉[19]，《孤兒的歷史、歷史的孤兒》，遠景，1984 年 9 月， 頁 97-109（最先發表在《現代文學》復刊第1期（1977年7月））。
- 初安民總編輯，許悔之主編，《聯合文學》12月號「倒在血泊裡的筆耕者－鍾理和紀念專輯」，1994年12月。
- 鄭秀婷，〈誰的原鄉？誰的失落？評陳映真對鍾理和民族認同的曲解〉，《台灣文學評論》5卷2期，2005年4月，頁160-180。

## 評論
- 「臺灣因為有鍾理和這樣的作家出現，所以才會影響到後來，慢慢的，台灣作家強調我們台灣鄉土。」（張良澤語）[20][21][22]
- 「由於中國文學一向都是由士大夫以至於「都市才子」的拿手好戲， 文學的偏食症侯極為嚴重，鍾理和的「農民文學」因此顯得特別珍貴，通過鍾理和，我們希望了解五十年代的台灣農村生活，他的小說也 必然有一定的文學以外的社會價值吧。」（唐文標，〈來喜愛鍾理和〉，《文季》2期，1973年11月）
- 「在當時日本欺凌中國人，以及偉大的民族抗日戰爭，他沒有採取更積極的立場，沒有參與更建設的行動，更很少看他提及，這一點不能不說他的世界觀太狹隘，只能在個人的愛情生活轉迷宮之故了。」（出處同上 )[23]
- 「我們讀了七十年代各家批評，不免感慨，「殖民地作家」真是難當──〈夾竹桃〉「抵抗」「批評」得太多，《笠山農場》則「抵抗」得太少，都成了批評家批評的箭靶；「太勇敢」或「太不夠勇敢」都顯得可疑。」（應鳳凰，〈鍾理和文學發展史（代序）〉，《鍾理和論述1960-2000》，高雄市：春暉，2004年）
- 「近幾十年台灣文壇儘管經歷幾次論戰與意識形態的變遷，鍾理和握筆在文學園地裡認真、嚴肅耕耘的身影，經歷幾場風吹雨打，影像反而更為清晰。也可以說，是他對『文學』二字的嚴肅態度，激發他創作了不僅具個人風格，更代表台灣這塊土地特性的作品。一個社會的文學思潮，可以隨著時間改變而吹著不同的風向，然而作為好的，嚴肅文學作品的本質條件應該是不變的。」（出處同上 )
- 「50年代台灣文學歷史，如果沒有鍾理和文學存在，景觀將變得偏頗而單調，失去台灣站在東亞特殊位置的關鍵性與複雜性。」（應鳳凰：〈鍾理和與他的《笠山農場》〉，《文訊》289 期，2009年11月）
- 「鍾理和是戰後台灣第一位以優美中文創作的本省籍作家，也是最早刻劃台灣土地之美的農民文學創作者。」（出處同上 )
- 「如果沒有鍾理和文學，50年代台灣便只是『大陸文人的文壇』，只有反共小說與懷鄉散文。有了《笠山農場》以及由這塊土地吸納出來的辛酸、愛戀與嘆息的作品，『台灣鄉土文學』的歷史與特色，便可由戰前到戰後連成一貫，而不是遲至70年代的黃春明、王禎和才出現。它是一條長長的線，而不是斷裂的零星現象。」（出處同上 )

## 紀念

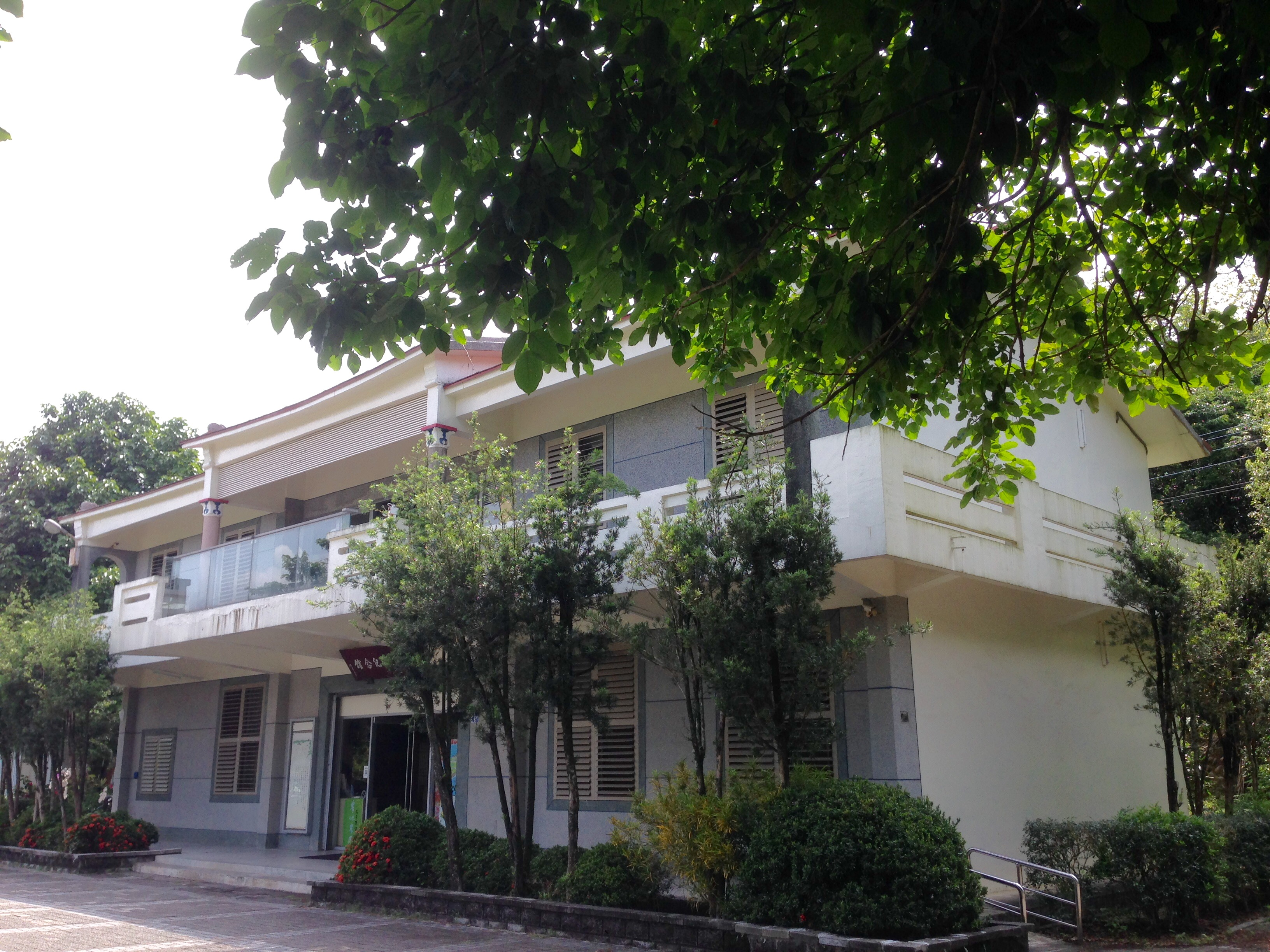
鍾理和文學紀念館

- 鍾理和紀念館：一座位於高雄市美濃區的文學紀念館，也是鍾理和文教基金會所在地。1979年，該館建立於鄉土文學論戰不久之後由林海音、鍾肇政、葉石濤、鄭清文、李喬、張良澤等人具名發起籌建。柴松林、曾貴海分別為基金會首、二任董事長。館外設有台灣文學步道。[24][25][26][27]

- 小行星237187：全球第一顆以台灣當代文學家命名的小行星；由中央大學天文所蕭翔耀與廣州中山大學葉泉志在2008年10月23日發現，經國際天文學聯合會（IAU/CSBN）通過，編號237187，正式命名為「鍾理和」（Zhonglihe）。[28][29][30]

- 鍾理和紀念碑：2021年11月27日，在美濃圖書館前揭幕。